# Manifestations de mars-avril 2022 au Pérou
Pour les articles homonymes, voir Manifestations de 2022 au Pérou.
Les manifestations de 2022 au Pérou sont une série de manifestations qui se déroulent dans tout le Pérou pour dénoncer l'inflation et protester contre le gouvernement du président Pedro Castillo. Les manifestations ont eu lieu dans un contexte de hausse de l'inflation et des prix du gaz résultant des sanctions internationales contre la Russie à la suite de l'invasion russe de l'Ukraine en 2022, à partir des jours suivant l'échec d'une tentative de destitution du président Castillo. 
Le gouvernement Castillo a répondu aux protestations initiales en supprimant une taxe sur les carburants qui réduirait les coûts de 30%, bien que les compagnies pétrolières aient refusé de baisser leurs prix et que les protestations se soient poursuivies. À la suite d'émeutes généralisées le 4 avril 2022 après que l'UGTRANM a appelé à une grève générale, le président Castillo a déclaré un mois d'état d'urgence après avoir cité des rapports de renseignement faisant état de violences planifiées, et a imposé un couvre-feu toute la journée du 5 avril dans la capitale Lima. Le décret permet à l'armée péruvienne de suspendre certains droits constitutionnels tels que la liberté de mouvement et de réunion et d'aider la police à maintenir l'ordre intérieur. Des émeutes se sont produites dans tout le pays le 5 avril, des milliers de personnes manifestant à Lima et tentant de prendre d'assaut le Palais législatif (en) lors de la réunion de Castillo avec le Congrès. De plus, les bureaux de la Cour suprême (en) ont été pillés.